# James Tillis

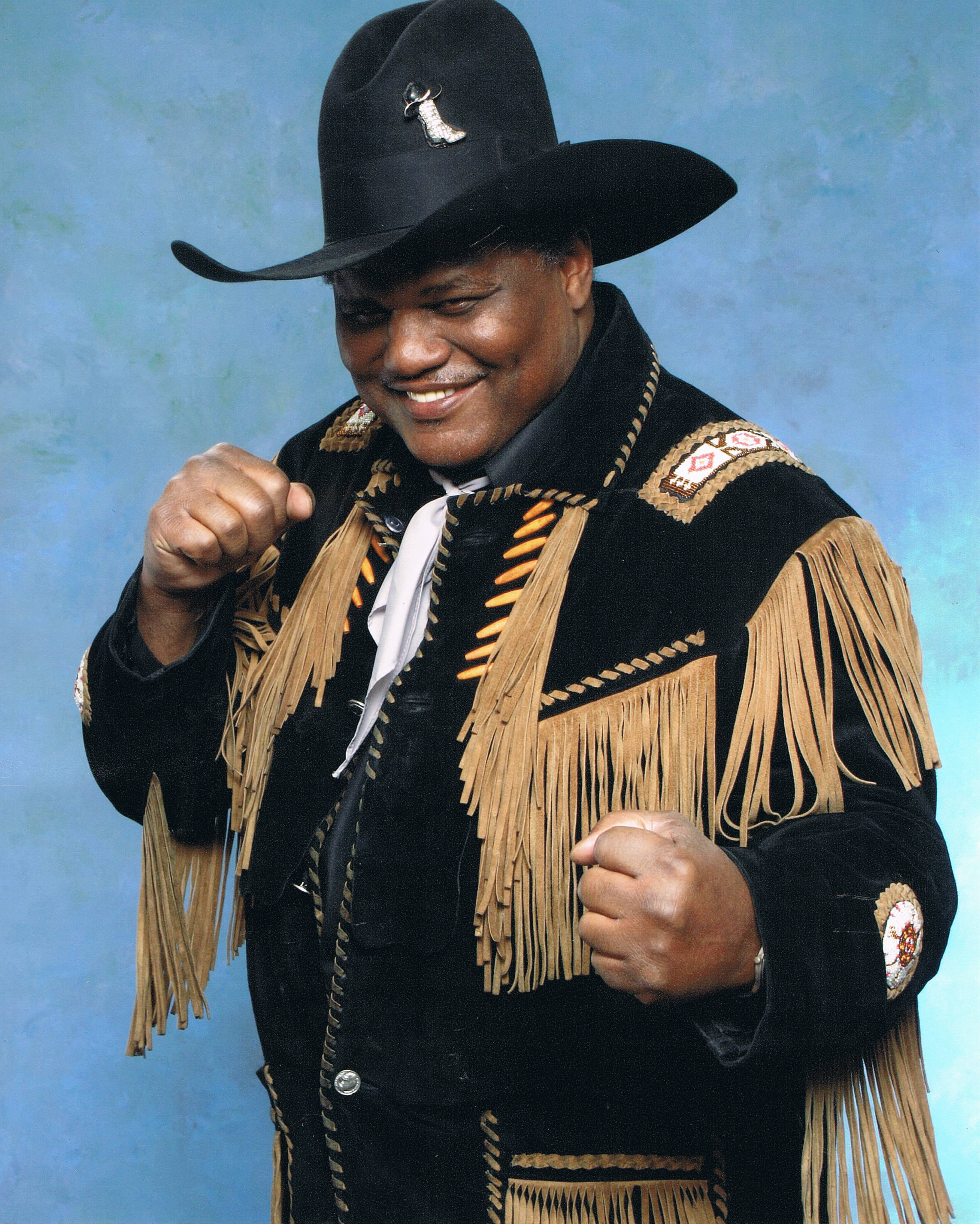
James "Quick" Tillis

James Tillis, född 5 juli 1957 i Tulsa, Oklahoma, är en amerikansk före detta boxare.
Tilis hade mycket snabba händer, främst hans kvicka jab. Bland hans främsta matcher kan nämnas vinsten över Earnie Shavers 1982 och förlusten på poäng om WBA:s världsmästartitel mot Mike Weaver 1981. Många minns också Tillis som den förste att gå tiden ut med Mike Tyson 1986. Tilis var nära att få oavgjort då två av tre domare gav Tyson 6-4. Sin sista match gick Tillis 2001, då 44 år.

| Statistics    | Statistics                                                        |
| ------------- | ----------------------------------------------------------------- |
| Nickname(s)   | Quick The Fighting Cowboy                                         |
| Weight(s)     | Heavyweight                                                       |
| Height        | 6 ft 1 in (1.85 m)                                                |
| Reach         | 80 in (203 cm)                                                    |
| Nationality   | American                                                          |
| Born          | James Theodore Tillis July 5, 1957 (age 62) Tulsa, Oklahoma, U.S. |
| Stance        | Orthodox                                                          |
| Boxing record |                                                                   |
| Total fights  | 65                                                                |
| Wins          | 42                                                                |
| Wins by KO    | 31                                                                |
| Losses        | 22                                                                |
| Draws         | 1                                                                 |
| No contests   | 0                                                                 |
| Website       | jamesquicktillis.com                                              |